# ピアノ協奏曲 (ブリス)
ピアノ協奏曲（ピアノきょうそうきょく）変ロ長調作品58（F.108）は、アーサー・ブリスが1938年に作曲し、1939年に初演されたピアノ協奏曲。19世紀ロマン派の伝統に則った力強い作品であり、望まれた時にはイギリスの「皇帝」協奏曲にもなり得ることを示してみせた。ニコラス・スロニムスキーは本作を「リストのごとく鳴り渡る技巧性、ショパンを思わせる半音階的抒情性、ラフマニノフのような和声の拡張性」と評した。

## 概要
1938年にベルギーで開催されたイザイ国際ピアノコンクールの審査員を務めたブリスは、一部の出場者の演奏にとりわけ感銘を受けていた。彼は妻に宛てて次のように書き送っている。
ここまでにバッハの同じ作品、スカルラッティの同じ作品を、22人のピアニストの演奏で聴きました。あと、63人を聴くことになる予定です。二度と御免です!（中略）こうした若い奏者の - 高い水準にある - 演奏を聴いて多くを学んでおり、私のピアノ協奏曲はこの経験の恩恵を受けることになります。（中略）非常に華麗なピアノ演奏を何時間も聴いた私は、自分でもこの楽器のために大規模な作品を書きたいと思うようになりました。その機会が訪れたならすぐにでも、この願いのために徹底的に集中力を注がねばならないでしょう。
機会は1939年のニューヨーク万博でのイギリス週間において、ソロモンをソリストとして演奏するピアノ協奏曲の委嘱としてブリティッシュ・カウンシルよりもたらされた。
当時のブリスの創作力は絶頂にあった - 彼は熱烈な生命力が溢れんばかりのバレエ『チェックメイト』を完成させたのもこの頃であった。

## 初演
初演は1939年6月10日にカーネギー・ホールにおいて、イギリスのピアニストであるソロモンの独奏、エイドリアン・ボールト指揮、ニューヨーク・フィルハーモニックにより行われた。これはソロモンのアメリカデビューでもあった。この初演の模様は録音されており、リマスターを経て現在も入手可能である。
当夜の演奏会では同じく委嘱作品であったアーノルド・バックスの交響曲第7番とレイフ・ヴォーン・ウィリアムズの『「富める人とラザロ」の5つの異版』が初演されている。
イギリス初演は1939年8月17日にロンドンのクイーンズ・ホールで行われ、やはりソロモンが独奏し、ヘンリー・ウッド指揮、BBC交響楽団が演奏した。

## 献呈とアメリカとの関わり
本作はアメリカ合衆国の人民へと献呈された。ブリスは自身のプログラム・ノートへ次のように記した。「この作品はソロモンによって演奏され、米国の人々へと献呈されました。非常に明らかであったのは曲が威厳ある様式の協奏曲でなくてはならなかったということで、それが大まかに『ロマン主義』と呼ばれるものであるということです。アメリカ人が性根において世界一のロマン主義であるというのは間違いのないことです。」
ブリスにはアメリカとの強いつながりがあった。彼の父、そして妻は、いずれもアメリカ出身であった。1923年から1925年にかけての間には父と共にカリフォルニアで過ごしており、主に指揮、演奏、講義、執筆に勤しんだ。彼が妻のトゥルーディ・ホフマンと出会って結婚したのはこの時期のことである。
協奏曲の初演後、ブリスは家族と共に（夫妻には当時2人の娘がいた）しばらく米国に留まり、カリフォルニア大学バークレー校で教鞭を執っていた。1939年9月にヨーロッパで第二次世界大戦が開戦した際にも一家は米国にいた。ブリスがアメリカにいたのは1941年までのことであったが、妻と娘たちは1943年になるまでイングランドに帰ることが出来なかった。

## 楽曲構成
演奏時間は約38分。両端楽章は肩で風を切るような主題に溢れる一方、中間楽章は幾分穏やかな表情を見せる。終楽章の主題は先行する2つの楽章の両方に関連している。
- Allegro con brio
  - この楽章は演奏至難で華麗なオクターヴのパッセージで開始する[3]。
- Adagietto
  - 抒情的かつ瞑想的で、終盤に向かって別世界のような情感を高めていく。
- Andante maestoso – Molto vivace
  - 後半部分は無窮動もしくはタランテラとなっており、そこへ静かなエピソードが挿入されていく。

## 演奏史
ノエル・ミュートン＝ウッド、ルース・ギップス、クライヴ・リスゴー、シュラミス・シャフィール、ケンドール・テイラーといったピアニストが本作をすぐにレパートリーに取り入れた。ソロモンは1942年のプロムスで本作を再演している。アリシア・デ・ラローチャは早くも1949年（当時彼女は26歳だった）にスペイン初演で本作を演奏した。トレヴァー・バーナードは1958年に20歳で演奏している。ジーナ・バッカウアーは1960年にディミトリ・ミトロプーロス、ニューヨーク・フィルハーモニックとの共演で本作を手掛けた。ブリス自身は1970年のチェルトナムフェスティバルにおいて、フランク・ウィボーとレスターシャー・スクールズ交響楽団の共演でタクトを握った。初期の演奏にはラフバラーで行われたものもあり、そこでもブリス自身が指揮台に上った。後年、ピアーズ・レーンなどのピアニストが本作を取り上げている。
ブリスはノエル・ミュートン＝ウッドによる本作の数多くの演奏、そしてワルター・ゲールの指揮の下で1952年に行われた録音にいたく感銘を受け、同年のうちにこの若きオーストラリアのピアニストのためにピアノソナタを作曲した。しかし、ミュートン＝ウッドは同曲の録音を果たす前に自死してしまったのであった。